# Sycia cirratuli
Sycia cirratuli is een soort in de taxonomische indeling van de Myzozoa, een stam van microscopische parasitaire dieren. Het organisme komt uit het geslacht Sycia en behoort tot de familie Lecudinidae. Sycia cirratuli werd in 1958 ontdekt door H. Hoshide.